# تقنيات الدفع الفضائي
تصف تقنيات الدفع الفضائي المُقترحة تقنيات الدفع التي يمكن أن تلبي احتياجات علوم الفضاء والاستكشاف في المستقبل. تهدف تقنيات الدفع هذه إلى تمكيننا من استكشاف نظامنا الشمسي بشكل فعال وستسمح لمصممي المهام بالتخطيط لمهمات «الانطلاق في أي وقت وفي أي مكان وتحقيق مجموعة من الأهداف العلمية في الوجهات المعنية» بمزيد من الموثوقية والأمان. مع وجود مجموعة واسعة من المهمات المحتملة وتقنيات الدفع المُقترحة، فإن السؤال عن «أفضل» التقنيات للمهام المستقبلية هو سؤال صعب. يجب تطوير مجموعة من تقنيات الدفع الفضائي لتوفير حلول مُثلى لمجموعة متنوعة من المهام والوجهات.
يبدأ الدفع في الفضاء حين انفصال المرحلة العليا عن مركبة الإطلاق؛ لتقوم بمهمة الدفع الأساسي، والتحكم رد الفعلي، والمحافظة على المدار، والتحكم بالوضعية، والمناورة المدارية. توفر المحركات الرئيسية المستخدمة في الفضاء القوة الدافعة الأولية للانتقال المداري والدخول في مسارات بين كوكبية والهبوط والصعود من على سطوح الكواكب. توفر أنظمة التحكم رد الفعلي والمناورة المدارية القوة الدافعة للحفاظ على مدار المركبات الفضائية، والتحكم بموضعها وحركتها.

## التكنولوجيا الحالية
جزء كبير من محركات الصواريخ المستخدمة اليوم هي عبارة عن صواريخ كيميائية؛ التي تولد الطاقة اللازمة لدفع المركبة من خلال تفاعلات كيميائية لتكوين غاز ساخن يتمدد لإنتاج قوة الدفع. أحد القيود المهمة للدفع الكيميائي هو الاندفاع النوعي (آي إس بّي) المنخفض نسبيًا، أي النسبة بين الدفع الناتج وكتلة الوقود اللازم لتحقيق هذا الدفع عند معدل تدفق معين.
يمكن تحسين الاندفاع النوعي بنسبة كبيرة (أكثر من 30%) باستخدام الوقود المبرد، مثل الأكسجين والهيدروجين السائلين، على سبيل المثال. تاريخيًا، لم تُستخدم هذه الأنواع من الوقود خارج إطار المراحل العليا. علاوة على ذلك، تُستخدم مفاهيم عديدة لتقنيات دفع متقدمة، مثل الدفع الكهربائي، بشكل شائع للحفاظ على مدار أقمار الاتصالات التجارية ولتوفير الدفع الأولي لبعض المهمات الفضائية العلمية نظرًا لتمتعها بقيم اندفع نوعي أعلى بكثير. مع ذلك، تولد هذه التقنيات دفعًا ضعيفًا جدًا بشكل عام، وبالتالي يجب تشغيلها لفترات طويلة لتوفير الاندفاع الكلي المطلوب للمهمة.
تقدم العديد من هذه التقنيات أداءً أفضل بكثير من الدفع الكيميائي.

## المقاييس
يشمل الدفع الفضائي التقنيات التي يمكنها تحسين عدد من الجوانب الحاسمة للمهمات الفضائية بشكل كبير. يتمحور استكشاف الفضاء حول الوصول إلى مكان ما في الفضاء بأمان (تمكين المهمة)، والوصول إليه بسرعة (تقليل مدة الرحلة)، وإيصال كتلة كبيرة إلى هناك (زيادة كتلة الحمولة)، والوصول بأقل مبلغ ممكن (تقليل التكلفة). يتطلب الفعل البسيط المتمثل في «الوصول» إلى هناك استخدام نظام دفع فضائي، وتعد المقاييس الأخرى بمثابة تعديلات لهذا الإجراء الأساسي.
سيؤدي تطور التقنيات إلى حلول تقنية ستحسن مستويات الدفع والاندفاع النوعي والقدرة والكتلة النوعية (أو القدرة النوعية) والحجم وكتلة النظام وتعقيده والتعقيد التشغيلي والقواسم المشتركة مع أنظمة المركبات الفضائية الأخرى وقابلية التصنيع والمتانة والتكلفة. ستؤدي هذه التحسينات إلى تقليل مدة الرحلة وزيادة الحمولة الصافية وزيادة أمان المركبات الفضائية وتقليل التكاليف. في بعض الحالات، سيؤدي تطوير التقنيات في هذا المجال التكنولوجي (تي إيه) إلى إبداعات جديدة في تمكين المهمات الفضائية التي ستحدث بدورها ثورةً في استكشاف الفضاء. لا توجد تقنية دفع واحدة ملائمة لجميع المهام أو جميع أنواعها. تختلف متطلبات الدفع في الفضاء اختلافًا كبيرًا وفقًا لهدف المهمة. يجب أن تدعم التقنيات الموصوفة كل شيء بدءًا من الأقمار الصناعية الصغيرة واستكشاف الفضاء العميق الروبوتي وصولًا إلى المحطات الفضائية وتطبيقات المهمات البشرية إلى المريخ.